# QX Gaygalan 2018
QX Gaygalan 2018 var den 20:e QX Gaygalan och den hölls på Cirkus i Stockholm den 5 februari 2018. Galan leddes av Shima Niavarani. Det delades ut priser i arton kategorier, sexton av dessa hade röstats fram av tidningen QX läsare. Förutom hederspriset som tidningen självt delar ut, så introducerade Shima Niavarani ett specialpris, Årets kyss. Det gick till skådespelarna i Canal Digitals reklamfilm "Alla former av passion" där en fotbollsspelare lämnar planen, går upp på läktaren och ger en av supportrarna en passionerad kyss. Föregående års nyintroducerade pris, Årets HBTQ-Youtuber, ersattes av Årets TV-stjärna som vanns av Petra Mede. Årets Trans blev Viktoria Harrysson, som 14 år gammal blev galans dittills yngsta vinnare någonsin.

## Nominerade
Vinnare markerade med fetstil.
| Årets homo/bi | Årets hetero |
| --- | --- |
| - Christer Lindarw - Johanna Larsson - William Spetz - Dylan Ratell (deltagare i Allt för Sverige) - Maria Rooth Prisutdelare: Petra Mede och Mikael Persbrandt | - Anders Nilsson - Jesper Eneroth - Joel Hansson |
| Årets Hederspris | |
| Tatiana och Olga från Ryssland som hjälper homosexuella att fly från förföljelser i Tjetjenien.                                                                 | |
| Årets trans | Årets Keep Up The Good Work |
| - Viktoria Harrysson - Tova-Sophia - Aleksa Lundberg Prisutdelare: Sara Danius                                                                                  | - Martin Kallur - Petter Wallenberg - Maria Hansson |
| Årets Drag | Årets klubb |
| - Admira Thunderpussy - Imaa Queen - Robert Fux Prisutdelare: Pekka Heino                                                                                       | - Backdoor - Gretas - Moxy - Liq - King Kong |
| Årets Restaurang/Bar | Årets duo |
| - Mälarpaviljongen - Bee Kök & Bar GBG - Secret Garden: | - Kajsa Bergqvist och Peter Häggström - Lill-Babs & Marianne Mörck (för rollfigurerna Gugge och Bigge i Bonusfamiljen) - Karin Franz Körlof och Josefin Neldén (för rollfigurerna Lilly och Maggan i Vår tid är nu) Prisutdelare: En tysk bög och Carin Lembre, som på 1990-talet blev uppringd av Fredrik Lindström i busringningen "Tio tusen tyska bögar" i radioprogrammet Hassan. Hon arbetade för "Ja till EU" med att ge svar inför EU-omröstningen och Fredrik Lindström undrade om det skulle komma tio tusen tyska bögar in i landet om Sverige gick med i EU. |
| Årets utländska TV-program | Årets svenska TV-program |
| - Skam - Will & Grace - RuPauls Drag Race | - Vår tid är nu - Regnbågshjältar - Wahlgrens värld |
| Årets svenska låt | Årets utländska låt |
| - ”A million years” - Mariette Hansson - ”Jag trodde änglarna fanns” - Kamferdrops - ”Tvillingen” - Darin Prisutdelare: Mel C                                   | - "Symphony” - Clean Bandit med Zara Larsson - ”Despacito” - Luis Fonsi med Daddy Yankee - ”New Rules” - Dua Lipa Prisutdelare: Eric Saade |
| Årets Scen | Årets bok |
| - The Book of Mormon - Göra sig av med Eddy - Kung Kristina Alexander Prisutdelare: Benjamin Ingrosso och John Lundvik                                          | - Generalen av Christer Björkman - Down Under av Johan Ehn - Saker Ingen Ser av Anna Ahlund Prisutdelare: Magda Gad |
| Årets film | Årets TV-stjärna |
| - Moonlight - Gods own country - Väck mig när ni vaknat | - Petra Mede - Bradley Peter (Hela Sverige bakar) - Bianca Ingrosso Prisutdelare: Victoria Silvstedt |